# Otthon, édes otthon (film)
Az Otthon, édes otthon (eredeti cím: Home Sweet Home) 1973-ban bemutatott belga–francia filmvígjáték, melyet Benoît Lamy rendezett. A főszerepben Claude Jade és Jacques Perrin látható.
A társadalomkritikában bővelkedő filmvígjáték 14 díjat nyert nemzetközi fesztiválokon.[forrás?]

## Cselekmény
Flore megérkezik otthonába, melyet szállodaként üzemeltet. Találkozik Jules-lel és már kész is a szerelmi bonyodalom. Mindehhez csatlakozik a fiatal nővér, Claire összegabalyodása az ápolóként dolgozó Jacques-kal, s ehhez még társul egy tűzeset is.

## Szereplők
| Színész        | Szerep     | Magyar hang   |
| -------------- | ---------- | ------------- |
| Claude Jade    | Claire     | Bencze Ilona  |
| Jacques Perrin | Jacques    | Kertész Péter |
| Ann Petersen   | Mme Yvonne | Győri Ilona   |
| Marcel Josz    | Jules      | Egri István   |